# David Meltzer
David Meltzer (17. února 1937 Rochester – 31. prosince 2016 Oakland) byl americký básník, prozaik a hudebník. Mezi bítníky patřil k jazzovým básníkům. Roku 2008 dostal cenu Foundation for Contemporary Arts Grants to Artists Award.

## Život
V roce 1957 se přestěhoval do San Francisca, kde se účastnil dění v uměleckém hnutí San Francisco Renaissance. Patřil do okruhu básníků Jacka Spicera a Roberta Duncana. V bítnické literatuře si začal získávat jméno, když jeho tvorbu zařadil Donald Allen do své antologie The New American Poetry 1945–1960. Vydal více než 50 básnických sbírek a prozaických děl.
V roce 1971 Meltzer už publikoval vlastní antologii The San Francisco Poets. Obsahuje rozhovory s básníky, ukázky jejich poezie a bibliografii. Od roku 1980 učil na New College of California.
Zemřel poté, co prodělal mrtvici ve věku 79 let.

### Hudebník
Meltzer byl jazzový kytarista. Narodil se v rodině hudebníků. Otec hrál na violoncello a matka byla harfenistka. Kolem věku 11 let vystupoval v hudebním programu v rádiu a televizi. Po rozvodu rodičů odešel s otcem do Los Angeles. V San Francisku v 1958 nahrál a vydal první album své čtené poezie s doprovodem vlastní jazzové hudby pod značkou vydavatelství Dickson's Vaja.
V 1968 podepsal protestní manifest Writers and Editors War Tax Protest, který vyzýval odmítnout platit daně na protest proti válce ve Vietnamu.